# 顏惠慶攝政內閣
顏惠慶攝政內閣是1924年在北京政變中倒臺的第二次顏惠慶内閣於1926年5月13日恢復，但在奉系的壓力下，於1926年6月22日倒台。隨後海軍總長杜錫珪得代理國務總理（同時代行大總統職），成立杜錫珪臨時攝政內閣。因本内閣攝行大總統職權，故為攝政內閣。:297本内閣實際未能就職。本内閣的法源是《中華民國憲法》。

## 簡介
1926年初，馮玉祥國民軍同吳佩孚、張作霖的直奉聯軍爆發戰爭，直奉聯軍取得上風。因此政治問題便開始突出。吳佩孚的總部派員來上海同顧維鈞、湯爾和、羅文榦、孫丹林接觸，並計劃安排他們在1926年3月12日在漢口吳佩孚將軍處祝賀其生日，在漢口小住以同吳佩孚商討政府改組方案。吳佩孚當時最傾向於恢復1924年馮玉祥等人發動北京政變時倒臺的第二次顏惠慶内閣。當時在南京的長江下游五省聯軍總司令孫傳芳沒有去為吳佩孚祝壽，孫傳芳在上海有丁文江等人作為代表，丁文江時常同顧維鈞、湯爾和、羅文榦有接觸，並曾為孫傳芳傳話，請他們去敍談。:277-282
最後，吳佩孚發出邀請電，請顧維鈞等人去漢口會商，而沒有提祝壽的事，儘管吳佩孚的壽筵將同時舉行。顧維鈞等人到漢口後，吳佩孚和他們會談兩三次。吳佩孚表示恢復顏惠慶内閣只是權宜之計，因爲他關心的是整個中國特別是華北的政局，這需要張作霖的幫助，而張作霖對顏惠慶並無好感。雖然張作霖仍不同意吳佩孚恢復顏惠慶内閣的想法，但吳佩孚自信可以勸説張作霖接受。會談結束後，其他人回上海，顧維鈞被吳佩孚單獨留下作進一步商談。在兩人多次密談中，吳佩孚希望顧維鈞能直接從漢口去北京，吳佩孚還認爲儘管要恢復顏惠慶内閣，但内閣閣員需要調整。吳佩孚和顏惠慶及在北京的同僚商量後，想請顧維鈞取代王克敏任財政總長，由施肇基任外交總長，施肇基到任前由顏惠慶兼任外交總長。1924年顏惠慶内閣時，王克敏和顏惠慶的關係就很僵。但顧維鈞拒絕任財政總長，只勉強答應先回上海考慮一下。吳佩孚托顧維鈞在回上海途中拜會一下南京的孫傳芳。約十天後，4月29日顧維鈞返回漢口又見吳佩孚，拒絕了任財政總長的邀請，隨後奉吳佩孚之命帶著吳佩孚修改過的内閣名單去北京。:277-282
1926年4月25日，直奉聯軍擊敗馮玉祥的國民軍，迫走段祺瑞，直奉雙方一致同意恢復憲法，恢復顏惠慶内閣作爲過渡。:220-2211926年5月6日，顧維鈞乘火車抵達北京，除顏惠慶外的原顏惠慶内閣幾乎全部閣員到火車站迎接。隨後顧維鈞被送往顏惠慶寓所，同顏惠慶開會議論内閣名單。名單顯示這是吳佩孚和張作霖雙方的聯合内閣。:277-2821926年5月13日，顏惠慶内閣全體閣員宣佈“依法復職”，並重行任命各部總長，同時宣佈大總統曹錕於1926年5月1日辭職，依法由國務院攝行大總統職權。:220-221儘管内閣名單已揭曉，内閣任命已公佈，但内閣會議尚不能舉行，且顧維鈞仍拒絕任財政總長。張作霖對内閣名單也尚不滿意，為滿足他的願望，張景惠可能被提名為陸軍總長，鄭謙為内務總長，但張作霖想要的是沒有顏惠慶的内閣。所以雖然顏惠慶内閣恢復，但無法行使職權，張作霖方面的張景惠、鄭鳴之也沒有就任這兩個總長。此後，張作霖派楊宇霆、鄭謙為代表，吳佩孚派張鳴岐、白堅武為代表，在天津開會以圖就内閣達成折中辦法。張鳴岐後來到北京後向顧維鈞透露，張作霖的代表提議顧維鈞為國務總理，顧維鈞曾在顏惠慶内閣任外交總長，也是華盛頓會議的代表，吳佩孚表示接受這一提議，因爲這將使以華盛頓會議的代表爲國務總理的原則得以延續。但孫潤宇告訴張志潭，發表顧維鈞主持内閣將會引起日本人來找麻煩，張志潭將此告知在天津的直系保定派首腦們，於是天津會議的公報被扣下不發表。:277-282
當時天津有人（顧維鈞認爲可能是被排除在恢復後的顏惠慶内閣之外的張志潭）提議，在澄清日本人的態度期間，可由某人代理國務總理。顏惠慶内閣1926年5月恢復後，會商仍在進行，内閣會議一直未舉行，這是因爲儘管6月8日前後顧維鈞就任財政總長，但被提名的奉系人員並未到職，所以該時期實際上是政治真空。:277-2821926年6月22日，一直未就職的顏惠慶内閣舉行第一次也是最後一次内閣會議，決定顏惠慶辭職照準，改派海軍總長杜錫珪兼代國務總理。:220-221最終海軍總長杜錫珪經勸説而在7月6日就任代理國務總理，隨後成立杜錫珪臨時攝政內閣。:277-282

## 內閣成員
內閣成員如下（附國務院秘書長）：:29-30:61-62
| 國務總理、各部及秘書長 | 各部總長                                                                               | 各部次長                            |
| ---------------------- | -------------------------------------------------------------------------------------- | ----------------------------------- |
| 國務總理               | 顏惠慶（1926年5月13日復職—6月22日辭免）                                                | ——                                  |
| 外交部                 | 施肇基（1926年5月13日任—6月22日；未就，國務總理顏惠慶暫兼代）                          | （空缺）                            |
| 內務部                 | 顏惠慶（1926年5月13日復職，免兼）→ 鄭謙（1926年5月13日任—6月22日；未就，代次長劉馥代） | 劉馥（1926年5月15日—6月22日；暫代） |
| 財政部                 | 王克敏（1926年5月13日復職，免）→ 顧維鈞（1926年5月13日任—下屆續任；代次長袁永廉代）    | 袁永廉（1926年5月15日—6月22日；代） |
| 財政部                 | 王克敏（1926年5月13日復職，免）→ 顧維鈞（1926年5月13日任—下屆續任；代次長袁永廉代）    | （空缺）                            |
| 陸軍部                 | 陸錦（1926年5月13日復職，免）→ 張景惠（1926年5月13日任—6月22日；未就）                 | （空缺）                            |
| 陸軍部                 | 陸錦（1926年5月13日復職，免）→ 張景惠（1926年5月13日任—6月22日；未就）                 | （空缺）                            |
| 海軍部                 | 李鼎新（1926年5月13日復職，免）→ 杜錫珪（1926年5月13日任—下屆續任）                    | （空缺）                            |
| 司法部                 | 張國淦（1926年5月13日復職—下屆續任）                                                   | （空缺）                            |
| 教育部                 | 黃郛（1926年5月13日復職，免）→ 王寵惠（1926年5月13日任—6月22日；未就）                 | （空缺）                            |
| 農商部                 | 高凌霨（1926年5月13日復職，免）→ 楊文愷（1926年5月13日任—下屆續任）                    | （空缺）                            |
| 交通部                 | 吳毓麟（1926年5月13日復職，免）→ 張志潭（1926年5月13日任—下屆續任；次長陸夢熊代）      | 陸夢熊（1926年5月13日—6月22日）     |
| 國務院秘書長           | （空缺）                                                                               | ——                                  |